# Paliça
Palissa (en francès Palisse) és un municipi francès situat al departament de la Corresa i a la regió de la Nova Aquitània.

## Demografia
| 1962                                       | 1968 | 1975 | 1982 | 1990 | 1999 | 2007 |
| ------------------------------------------ | ---- | ---- | ---- | ---- | ---- | ---- |
| 244                                        | 293  | 277  | 260  | 256  | 226  | 229  |
| Des de 1962: població sense dobles comptes |      |      |      |      |      |      |

## Administració
| Període   | Identitat        | Partit |
| --------- | ---------------- | ------ |
| 1989-2001 | Albert Ouzoulias | PCF    |
| 2001-     | Daniel Gaye      | PCF    |